# Canot pneumatique
 (février 2020).
Si vous disposez d'ouvrages ou d'articles de référence ou si vous connaissez des sites web de qualité traitant du thème abordé ici, merci de compléter l'article en donnant les références utiles à sa vérifiabilité et en les liant à la section « Notes et références ».

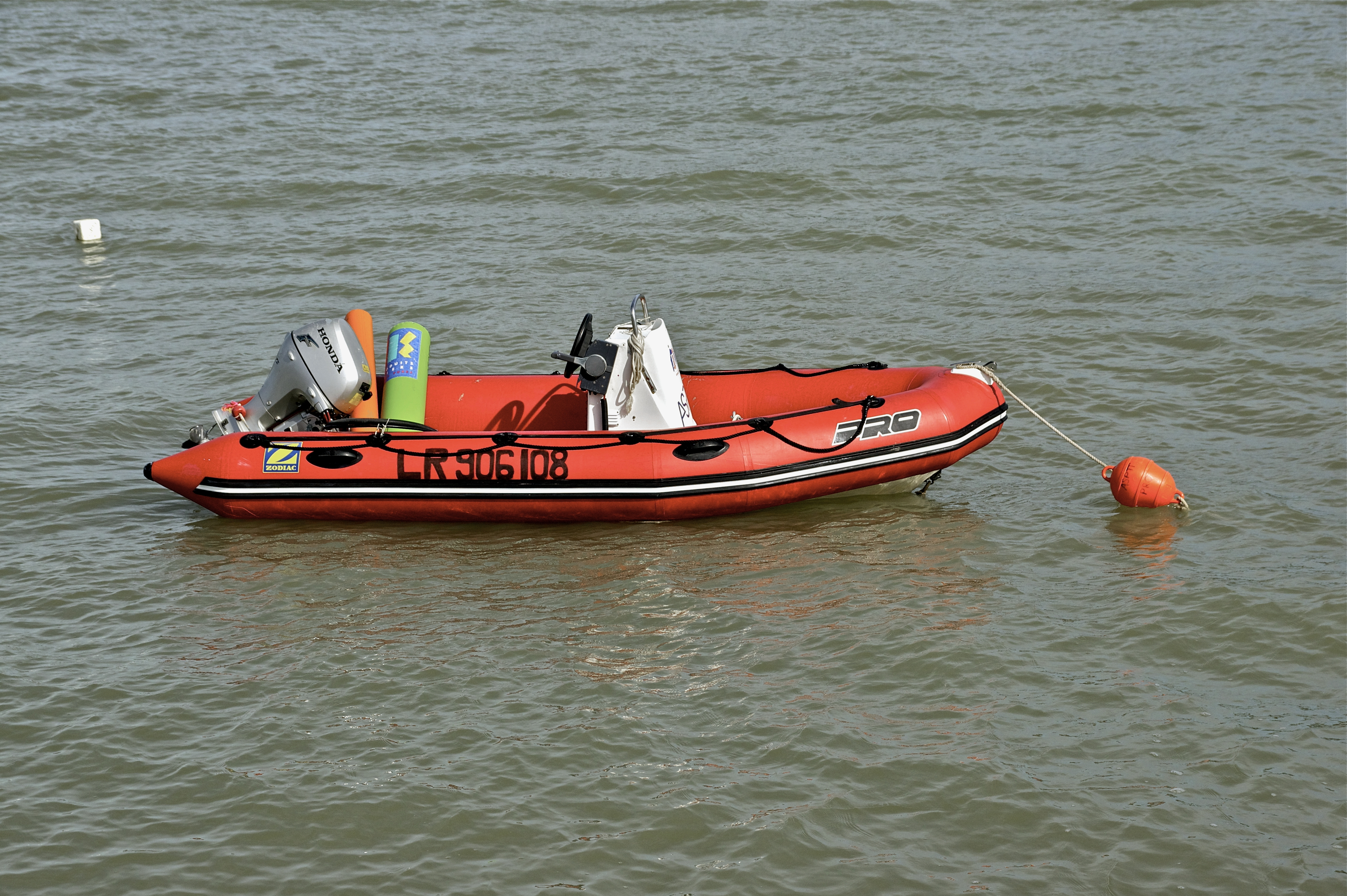
Un canot pneumatique de la marque française Zodiac au Port de La Rochelle.

Un canot pneumatique est un canot en caoutchouc souvent employé comme engin de sauvetage. Il est plus petit qu'un bateau pneumatique mais dispose des mêmes caractéristiques techniques.

## Préhistoire
L'idée d'utiliser des volumes gonflés d'air pour naviguer n'est pas nouvelle et n'est pas une invention du monde industriel occidental.

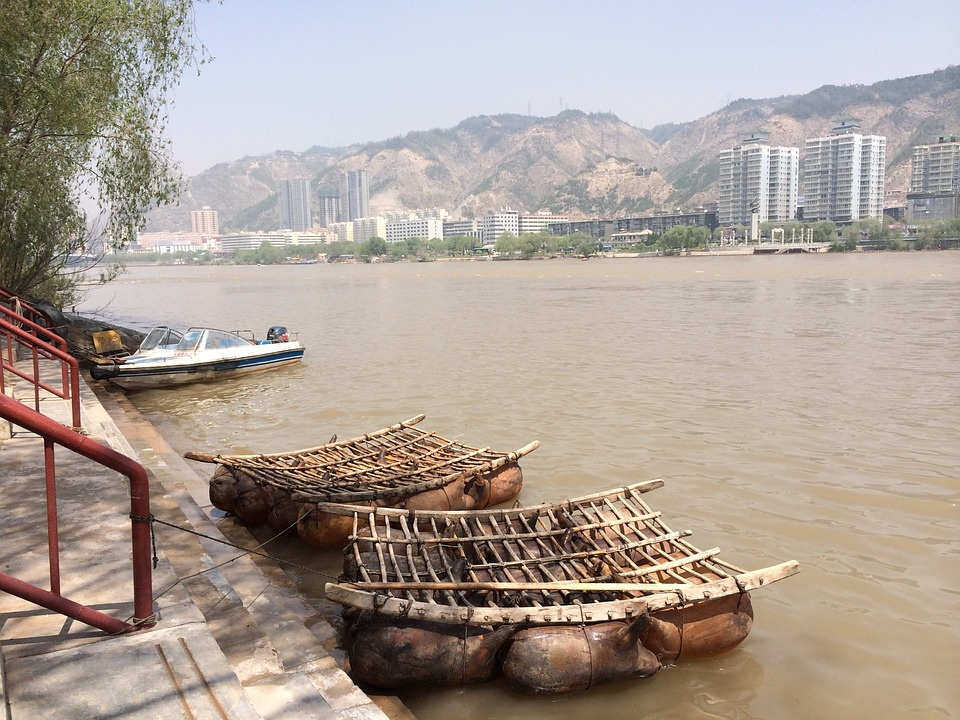
Radeau mongol utilisant des peaux de mouton gonflées, sur le fleuve Jaune.

Les peuples andins du Chili et de la Patagonie utilisaient déjà il y a trois siècles des embarcations dénommées balses ou balsas : Il s'agissait de  catamarans réalisés en peaux de « lobos » (phoques ou veaux marins) cousues ensemble pour former deux longs fuseaux et imperméabilisées aux coutures par de la graisse ou du goudron. Les deux fuseaux - flotteurs étaient reliés par une plateforme de bois liée avec des cordages. Un embout fait de roseaux était relié à un manchon et le pagayeur devait régulièrement regonfler à la force du souffle ce "pneumatique" évidemment moins étanche que ses descendants modernes en tissu de caoutchouc synthétique.
Une description détaillée et des plans de balse, à l'aquarelle, dus au talent de l'Amiral François Edmond Pâris, qui fut le premier "ethnologue maritime" sous le règne de Louis Philippe, figurent dans le recueil édité à la suite du voyage autour du monde de la Favorite (vers 1830). l'Amiral Pâris fut très favorablement impressionné par la légèreté, la stabilité et la capacité de charge des balses de Valparaiso, qualités qui sont encore celle des canots pneumatiques modernes.
Un des mémorialistes des derniers temps de la marine à voile, le capitaine Louis Lacroix a décrit l'emploi de ces balses pour transborder les sacs de Nitrate de soude venus des oficina salitrera (es) (Usines d'extraction/raffinage) situées dans le désert de l'Atacama. Faute de bois et de gabares en nombre suffisant, les grands voiliers d'acier de la fin du XIXe siècle devaient recourir à leurs chaloupes de bord et à des balses menées par des pagayeurs chiliens pour charger plusieurs milliers de tonnes de sacs de nitrate dans leurs cales dans les ports secondaires chiliens mal équipés comme Antofagasta ou Tocopilla, un procédé particulièrement chronophage, même pour l'époque.

## Présentation
Les premiers canots pneumatiques sont apparus vers 1830. Un canot se compose de gros boyaux posés sur un plancher à claire-voie et est divisé en compartiments étanches. Le gonflement à basse pression s'effectue rapidement. Il en existe de toutes dimensions, depuis l'embarcation-radeau pour plusieurs passagers, jusqu'au petit canot mono ou biplace utilisé à des fins spéciales : équipement d'un avion de chasse, exploration des rivières souterraines etc.
Nombre d'aviateurs anglais et américains de la 2e Guerre Mondiale doivent leur survie à leur canot (ou dinghy) autogonflant (plié sous les fesses en compagnie du parachute sur les avions de chasse monomoteurs) après avoir été abattus au-dessus de la mer, notamment sur le théâtre d'opérations du Pacifique, infesté de requins;
Un des plus ardents promoteurs du canot pneumatique fut le Dr Alain Bombard, qui n'hésita pas à se lancer dans une traversée transatlantique (Tanger - la Barbade en 1952 en "Naufragé Volontaire" à bord d'un Zodiac de 4,30 m baptisé L'Hérétique) pour prouver l'utilité des canots pneumatiques et valider ses thèses sur la survie en mer. Un de leurs points forts est qu'ils peuvent être lancés n'importe comment depuis un navire en perdition et gonflés automatiquement par une bouteille de gaz comprimé, alors que dans bien des cas, les chaloupes de sauvetage classiques sont inutilisables car bloquées sur leurs bossoirs par la gîte du navire qui coule (le cas le plus célèbre étant celui du Titanic).
Même si le drame consécutif à l'essai par Bombard d'un pneumatique de sauvetage (1958) dans les déferlantes de la très dangereuse barre d'Etel est venu ternir le tableau, l'équipement en canots de sauvetage autogonflables sur les navires de commerce et les avions de ligne est devenu une réalité à partir des années 1960 et a contribué à sauver nombre de vies humaines.

### Radeaux pneumatiques de survie, canots souples, canots semi-rigides
Les canots pneumatiques de sauvetage sont souvent de type radeau à fond souple, ils ne sont pas conçus pour une navigation active (contrairement à l'Hérétique de Bombard, propulsé par une voile latine et stabilisé par des pagaies latérales utilisées comme plan anti dérive). Ils sont supposés rester aux environs de la zone de naufrage grâce à des ancres flottantes : on parle alors de radeau "statique".
Toutefois le Centre Nautique des Glénans, dans les années 1960 1970 avait plaidé pour et mis en pratique l'emploi de canots de survie dits "dynamiques", pouvant également servir d'annexe, capables de naviguer par leurs propres moyens et de rejoindre soit la côte, soit une route maritime fréquentée. La raison en était l'absence de moyens radio-électriques réellement fiables sur les petits bateaux de plaisance et l'encombrement à bord d'un petit voilier de deux embarcations distinctes, radeau de survie et annexe de servitude.
Les radeaux de survie autogonflants sont, de nos jours protégés des U.V., dans une coquille en plastique rigide et leur gonflage s'effectue par déclenchement d'une bouteille de CO2 comprimé à l'aide d'un orin. leur fonctionnement doit être régulièrement vérifié et requalifié par un atelier agrée par le constructeur, ce qui représente une charge financière non négligeable.
Les canots pneumatiques de type "zodiac", destinés à la plaisance mais aussi aux usages professionnels et militaires ont tout d'abord été du type "souples" : un boudin en forme de U, un fond en toile et un tableau arrière en épais contreplaqué marine collé sur le boudin et pouvant porter un moteur hors bord. Leurs qualités principales étaient la stabilité, la capacité de charge et la légèreté, mais aussi leur rangement dans un volume très compact une fois dégonflés (un Zodiac MK2 classique à fond souple, démonté dans deux sacs et son moteur en version arbre court peuvent tenir dans le coffre d'une voiture de dimension moyenne).
Le talon d’Achille des pneumatiques classiques "souples" est la carène, les œuvres vives, en effet une simple toile est vulnérable aux crevaisons (ancres ou grappin, chaussure, couteau, équipement de pêche), de plus elle se déforme sous la pression des vagues et bien plus encore lorsque le bateau est propulsé par un moteur un tant soit peu puissant.
La plupart des pneumatiques classiques sont équipés d'un plancher démontable (contreplaqué ou aluminium) rigidifié par des longerons et un Vé assez peu marqué est obtenu en interposant entre le plancher et la toile du fond une quille gonflable (système Zodiac) ou en bois (Angevinière-Bombard, Gommorizzo et fabricants italiens).
Ce type d'embarcation est très efficace et marin pour des dimensions et puissances moteurs contenues (25 chevaux pour le Zodiac MK2 et 40 pour son grand frère le MK3) mais toutes les tentatives d'extrapoler la formule au delà de 5 mètres et 50 CV ont abouti à des demi échecs, le fond et le plancher faisant le "serpent de mer", se déformant et grinçant sous la contrainte des vagues et du moteur. Zodiac a tenté d'améliorer la formule avec des petits boudins annexes gonflés sous haute pression pour rigidifier les flotteurs (système dit "Futura") mais ce palliatif restait relativement limité).
Le summum du pneumatique à structure souple avait été atteint au début des années 1960 : Le Cdt Cousteau, utilisateur enthousiaste des zodiac classiques avait commandité tout au début des années 1960 l'Amphitrite, un pneumatique géant: 19,50 m de long sur 8,5 m de large et pas moins de... huit moteurs hors bord pour la propulsion... comme souvent avec le gigantisme naval (le Navire géant l'Alexandrin dans l'Antiquité égyptienne, la nef Grande Françoise à la Renaissance ou le Great Eastern au XIXe) l'exagération était porteuse d'échec et l'Amphitrite de Cousteau ne fut pas un succès.
À partir des années 1960 et surtout 1970/1980 on a vu apparaître une nouvelle formule d'embarcations pneumatiques dites semi-rigides (en anglais RIB - Rigid Inflatable Boat) mariant une carène rigide en polyester/fibre de verre ou parfois en aluminium avec des formes en Ve profond favorisant le passage dans la mer à grande vitesse, très comparables à celles des embarcations à moteur de course off-shore, mariées avec un boudin gonflable compartimenté façon zodiac qui peut être soit collé avec des bandes de caoutchouc, soit enflé avec un système de ralingue et de gorge permettant le changement du boudin sans recourir à un atelier hautement spécialisé.
Les pionniers du semi-rigide ont été l'industriel Paul Brot (installé dans l'île de la Jatte à Neuilly) qui a ensuite revendu ses brevets à la firme Zodiac, et l'inventeur basque et pionnier du surf Georges Hennebutte qui avait réalisé dès les années 1960 un semi rigide de sauvetage très innovant destiné  au sauvetage des baigneurs dans gros rouleaux des plages landaises. Son semi rigide baptisé l'Espadon a même été testé avec succès en 1967 dans la barre d'Etel qui avait été fatale à Bombard en 1958.
Le constructeur Tibor Sillinger installé dans les sous-sols de l'ancienne gare de la Bastille (avant la construction de l'Opéra) a été un des premiers à industrialiser le semi-rigide à grande échelle et a obtenu des marchés officiels (douanes, armée, marine nationale, etc.).
Le semi-rigide présente certains inconvénients par rapport au pneumatique à fond souple: manque de compacité (la carène rigide impose le transport sur remorque) poids accru mais par contre il est possible d'augmenter la longueur hors tout (jusqu'à 8 mètres) et surtout la puissance de la motorisation (jusqu'à 200 CV et bien plus en montage bimoteur).
Leur stabilité excellente et leur capacité de charge en fait le choix préférentiel des clubs de plongée sous-marine.
De plus en plus, de grands semi-rigides type "taxi boats" destinés au transport rapide de passagers tendent à concurrencer car les grosses vedettes touristiques classiques (appelés facétieusement"promène couillons" par les marins pêcheurs). À la suite de divers abus, le législateur a imposé des limites de capacité (obligation d'installer des sièges type selle de moto, interdiction de s'asseoir sur les boudins, qualification professionnelle des pilotes, etc.).
Les embarcations semi-rigides destinées à des usages professionnels sont nettement "durcies" par rapport aux bateaux de pure plaisance (listons anti-ragage en caoutchouc épais, échantillonnages renforcés tant pour la toile que pour la carène, moussage intégral de la carène pour assurer l'insubmersibilité contrairement aux carènes creuses de certains semi-rigides de plaisance, etc.). Le fabricant historique Zodiac a une division spécifique pour ce genre de marchés, la division MilPro (militaires et professionnels).
La motorisation d'un canot pneumatique est essentiellement hors-bord et se pilote directement depuis le moteur (type 'souple') ou depuis un poste de pilotage placé plus en avant (type 'semi-rigide', ça permet de déplacer le centrage du poids) à l'aide d'une tringlerie métallique (câbles et renvois).
Le nom « Zodiac », issu du fabricant français de ballons dirigeables et de bateaux Zodiac, est devenu par antonomase, en français, un synonyme de canot pneumatique.